# Nortelândia
Nortelândia là một đô thị thuộc bang Mato Grosso, Brasil. Đô thị này có diện tích 1350,778 km², dân số năm 2007 là 6232 người, mật độ 4,61 người/km².